# 27 Canis Majoris
Désignations
27 Canis Majoris est une étoile binaire de la constellation du Grand Chien. Elle porte également la désignation d'étoile variable EW Canis Majoris. Sa magnitude apparente combinée est de 4,65, ce qui la rend visible à l’œil nu.